# Brachythrix glomerata
Brachythrix glomerata là một loài thực vật có hoa trong họ Cúc. Loài này được (Mattf.) C.Jeffrey mô tả khoa học đầu tiên năm 1988.